# Notre-Dame-des-Anges (Québec)
Notre-Dames-des-Anges ist eine Gemeinde im Süden der kanadischen Provinz Québec. Sie liegt in der Verwaltungsregion Capitale-Nationale und ist eine kleine Enklave innerhalb der Stadt Québec mit 318 Einwohnern (Stand: 2016).

## Geographie

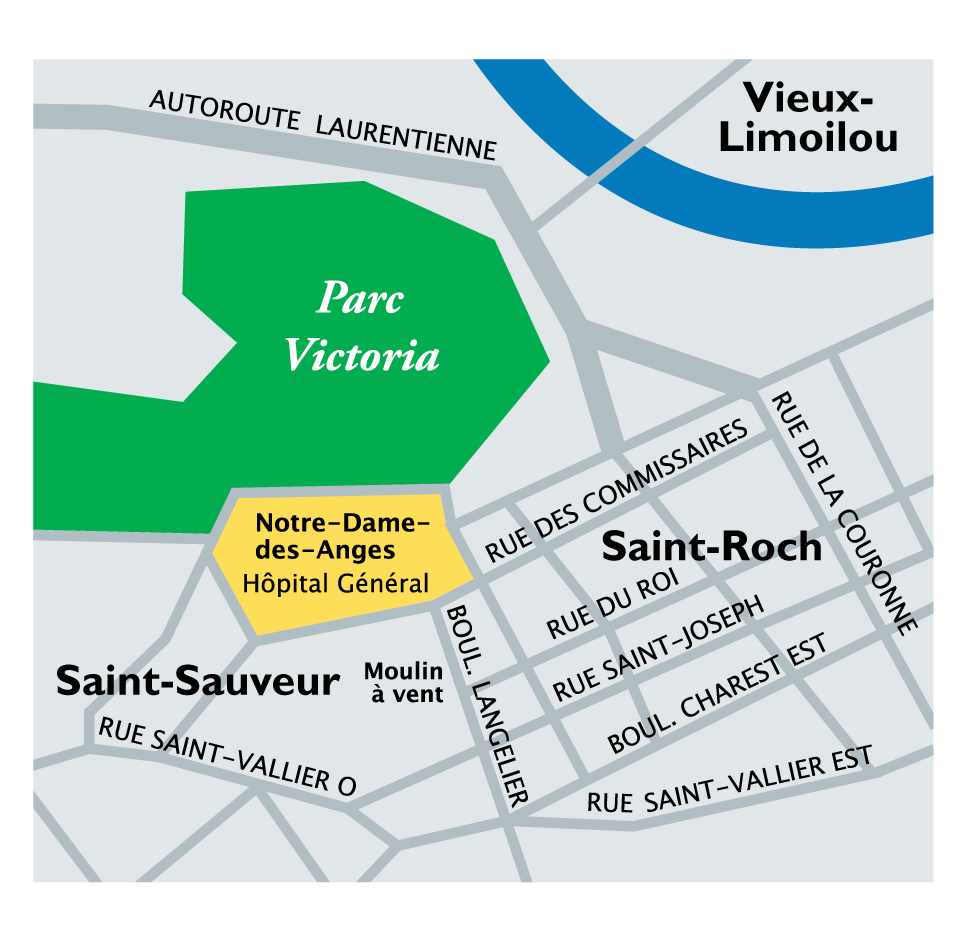
Detailliertere Lagekarte

Die Gemeinde liegt etwas nördlich des Stadtzentrums, umgeben vom Stadtbezirk La Cité-Limoilou. Begrenzt wird sie von der Avenue Simon-Napoléon-Parent, der Rue des Commissaires Ouest und der Rue Saint-Anselm. Sie umfasst das Hôpital général de Québec und einige mit diesem Krankenhaus verbundene religiöse Gebäude, darunter ein Augustinerinnenkloster, die Pfarrkirche Notre-Dame-des-Anges und ein Museum. Zum Gemeindegebiet gehört auch ein kleiner Friedhof, in dem unter anderem Louis-Joseph de Montcalm begraben liegt.

## Geschichte
Das Land in der Nähe des Rivière Saint-Charles war zunächst im Besitz der Récollets. Dieser Franziskanerorden erbaute um 1620 das Kloster Saint-Charles. 1629 ging die Grundherrschaft an die Jesuiten über. Die Franziskaner kehrten im Jahr 1670 nach Québec zurück und nahmen ihr altes Eigentum wieder in Besitz. Ihr Haus nannten sie Notre-Dame-des-Anges („Unsere Liebe Frau von den Engeln“). Jean-Baptiste de la Croix Chevrière de Saint-Vallier, der Bischof von Québec, kaufte 1692 das Gebäude, um es zu einem Krankenhaus umzubauen. Die Augustinerinnen übernahmen es im Jahr 1698. Die Gemeinde wurde 1855 ausschließlich mit dem Zweck gegründet, das Krankenhaus von der Steuerpflicht zu befreien. Heute dient das Hôpital général als Pflegeheim.

## Bevölkerung und Verwaltung
Gemäß der Volkszählung 2011 zählte Notre-Dame-des-Anges 394 Einwohner. Dabei handelt es sich ausschließlich um Bewohner des Pflegeheims und des angeschlossenen Augustinerinnenklosters. Es gibt keinen Bürgermeister, sondern eine Administratorin. Amtsinhaberin ist die Oberin des Klosters, während drei weitere Schwestern den restlichen Gemeinderat bilden.